# Cruz (heráldica)

Exemplo de Cruz utilizada como peça heráldica honrosa.

Em heráldica, a cruz é a peça honrosa obtida a partir da combinação da Faixa com a Pala, isto é, que ocupa a parte central do escudo, indo através deste da esquerda para a direita e de cima para baixo. 
Sua cor, independente de ser de metal ou esmalte, será diferente do campo do escudo. Para que uma cruz possa ser considerada uma peça honrada, seus braços devem chegar até as bordas do escudo. Neste caso, a cruz é considerada como uma cruz completa, caso contrário,  será chamada de cruz abscissa ou corte.
A cruz representa a espada do cavaleiro, que está no arsenal de um guerreiro que sacou a espada manchada com o sangue de seus inimigos. A tradição das cores das cruzes heráldicas remontam da época das Cruzadas, em que cada cor de cruz representava, ou estava relacionada as famílias de determinadas nações.:
- das famílias espanholas o vermelho;
- das francesas branco;
- das italianas azul;
- das alemãs negro;
- dos saxões verde;
- dos anglos ouro, amarelo e às vezes vermelho.

Para a heráldica a cruz representa o caminho para a divindade, a defesa da religião cristã, a árvore da vida e é também o símbolo da espada dos cavaleiros.